# Boa Vista do Sul

Boa Vista do Sul este un oraș în Rio Grande do Sul (RS), Brazilia.